# Шуда Євдокія Федорівна
Євдокі́я Фе́дорівна Шуда (1908 , Борзна, Борзнянський повіт, Чернігівська губернія, Російська імперія  — невідомо ) — українська радянська діячка, агроном МТС. Депутат Верховної Ради УРСР 1-го скликання (1938–1947).

## Біографія
Народилася 1908 року в родині селянина-бідняка в місті Борзна, тепер Борзнянський район, Чернігівська область, Україна. З 1918 по 1926 рік навчалася у семирічній школі, з 1927 по 1929 рік — у Борзенському сільськогосподарському технікумі на Чернігівщині. У 1929 році вступила до комсомолу.
Потім — студентка Уманського сільськогосподарського інституту. Здобула спеціальність агронома.
Після закінчення інституту отримала призначення у новостворену Мринську машинно-тракторну станцію Носівського району Чернігівської області, де працювала агрономом-садівником. Через рік закінчила курси агрономів-зерновиків.
На 1938 рік — агроном Мринської машинно-тракторної станції (МТС) Носівського району Чернігівської області. Обиралася членом пленуму Чернігівського обласного комітету профспілки працівників МТС.
26 червня 1938 року обрана депутатом Верховної Ради УРСР 1-го скликання по Бобровицькій виборчій окрузі № 145 Чернігівської області.
Член ВКП(б) з 1940 року.
У 1945 році — старший агроном Мринської МТС Носівського району Чернігівської області.